# Microdipoena guttata
Espèce
Microdipoena guttata est une espèce d'araignées aranéomorphes de la famille des Mysmenidae.

## Distribution
Cette espèce se rencontre des États-Unis au Paraguay.
Elle a été introduite en Côte d'Ivoire, au Congo-Kinshasa et aux Comores.

## Description
Les mâles mesurent de 0,7 à 0,8 mm et les femelles de 0,9 à 1,3 mm.

## Systématique et taxinomie
Cette espèce a été décrite par Banks en 1895.

## Publication originale
- Banks, 1895 : « A list of the spiders of Long Island; with descriptions of new species. » Journal of the New York Entomological Society, vol. 3, p. 76-93 (texte intégral).